# Damian Zbozień
Damian Zbozień (Limanowa, 25 aprile 1989) è un calciatore polacco, difensore del Górnik Łęczna.

## Palmarès

### Club

#### Competizioni nazionali
- Coppa di Polonia: 1

Arka Gdynia: 2016-2017
- Supercoppa di Polonia: 2

Arka Gdynia: 2017, 2018